# SJ T23 sorozat
Az SJ T23 sorozat négytengelyes dízel-hidraulikus mozdonysorozat, amelyet eredetileg a Maschinenbau Kiel (MaK) és az AB Svenska Järnvägsverkstäderna (ASJ-Falun) gyártott 1953 és 1954 között a keskeny nyomtávolságú (891 mm) SJ Tp sorozatként. A huszonöt legyártott Tp-ből 1965 és 1966 között tizenöt példányt normál nyomtávolságúra (1435 mm) alakítottak át, ezeket az SJ T23 sorozatba osztották be.

## Történet
Az 1950-es évek közepén a Statens Järnvägar (SJ) huszonöt dízelmozdonyt vásárolt a keskeny nyomtávú (891 mm) vonalakon közlekedő gőzmozdonyok kiváltására. A vonalak bezárása miatt az 1960-as évek közepére feleslegessé váltak ezek a mozdonyok. Mivel a mozdonyokra nem találtak vevőt, úgy döntöttek, hogy 15 mozdonyt átépítenek normál nyomtávra (1435 mm). A mozdony felépítményét kissé kiszélesítették és azt új keretre építették. A tengelyelrendezést 1’C1’-ről D-re változtatták, a két futótengelyt eltávolították, és helyükre egy további, csatlórudakkal összekapcsolt hajtótengelyt helyeztek. Az átalakítás az SJ örebrói főműhelye és az AB Svenska Järnvägsverkstäderna vitelezte ki. A mozdonyok a T21-es sorozathoz hasonló színösszeállítást kaptak: a mozdonyszekrényt barnásvörösre festették, a mozdonyok végein V alakú sárga díszcsíkkal.
A mozdonyokat elsősorban Halmstadban és Jönköpingben használták tehervonatok élén, valamint tolatási feladatok elvégzésére. A típust az 1970-es évek második felében kivonták az SJ állományából. A Banverket svéd vasúti igazgatóság 1976 és 1978 között a legtöbb T23 mozdonyt (T23 113, 114, 117–121 és 125–127) stratégiai tartalékba (készenléti mozdonyként) helyezte. A többi mozdony évekig állt az SJ örebrói főműhelyében, egy példányt 1980-ban megvásárolt a Gullfiber szigetelőanyaggyártó-vállalat, illetve 1990-ben egyet-egyet a Bergslagernas Järnvägssällskap és a Museiföreningen Anten-Gräfsnäs Järnväg szervezetek, míg a többi kettőt 1987-ben selejtezték. A Banverket 2002-ben a mozdonyok eladásáról döntött, melyeket múzeumvasutak és egyesületek, illetve fémkereskedők szerezték meg.

## Mozdonylista
A tizenöt mozdonyból a 2020-as évekig ötöt selejteztek, egynek nem ismert a holléte, a többi kilencet múzeumvasutakon őriztek meg.
| SJ T23 mozdonyok listája |        |             |                |                             |                                               | |
| Gyártási szám            | Gyártó | Gyártás éve | Átalakítás éve | Első üzemeltető             | Legutóbbi üzemeltető                          | Megjegyzés |
| 700005                   | MaK    | 1954        | 1965           | Statens Järnvägar „T23 113” | Stockholms ånglokssällskap                    | |
| 700007                   | MaK    | 1954        | 1965           | Statens Järnvägar „T23 114” | Ekefors Skrothandel                           | A 2000-es években selejtezték                                                                                          |
| 700015                   | MaK    | 1954        | 1965           | Statens Järnvägar „T23 115” | Ekefors Skrothandel                           | 1998-ban selejtezték                                                                                                   |
| 700006                   | MaK    | 1954        | 1966           | Statens Järnvägar „T23 116” | Statens Järnvägar „T23 116”                   | 1976-ban törölték az állományból, 1976-ban Örebróban letétbe helyezték, 1987-ben selejtezték                           |
| 700018                   | MaK    | 1954        | 1965           | Statens Järnvägar „T23 117” | Ekefors Skrothandel                           | 1977-ben törölték az állományból, majd a Banverket készenléti mozdonyállományába került, a 2000-es években selejtezték |
| 725                      | Falun  | 1954        | 1966           | Statens Järnvägar „T23 118” | Bergslagernas Järnvägssällskap „T23 118”      | |
| 700008                   | MaK    | 1954        | 1965           | Statens Järnvägar „T23 119” | Landeryds Järnvägsmuseum „T23 119”            | |
| 724                      | Falun  | 1954        | 1966           | Statens Järnvägar „T23 120” | Orsa-Herjeådalens Jernvägsförening „T23 120”  | |
| 700011                   | MaK    | 1954        | 1966           | Statens Järnvägar „T23 121” | Grängesbergsbanornas Järnvägsmuseum „T23 119” | |
| 721                      | Falun  | 1954        | 1966           | Statens Järnvägar „T23 122” | Bergslagernas Järnvägssällskap „T23 122”      | |
| 722                      | Falun  | 1954        | 1966           | Statens Järnvägar „T23 123” | Museiföreningen Anten-Gräfsnäs Järnväg        | Holléte ismeretlen |
| 700002                   | MaK    | 1954        | 1966           | Statens Järnvägar „T23 124” | Statens Järnvägar „T23 124”                   | 1978-ban kivonták az állományból, majd Örebróban letétbe helyezték, 1987-ben selejtezték                               |
| 700003                   | MaK    | 1954        | 1966           | Statens Järnvägar „T23 125” | Museiförening Uppsala-Lenna Järnväg           | |
| 700020                   | MaK    | 1954        | 1966           | Statens Järnvägar „T23 126” | Grängesbergsbanornas Järnvägsmuseum „T23 126” | 1977-ben törölték az állományból, majd a Banverket készenléti mozdonyállományába került                                |
| 700019                   | MaK    | 1954        | 1966           | Statens Järnvägar „T23 127” | Bergslagernas Järnvägssällskap „T23 127”      | 1978-ban törölték az állományból, majd a Banverket készenléti mozdonyállományába került                                |

## Fordítás
- Ez a szócikk részben vagy egészben  a   SJ T23 című német Wikipédia-szócikk ezen változatának fordításán alapul.  Az eredeti cikk szerkesztőit annak laptörténete sorolja fel. Ez a jelzés csupán a megfogalmazás eredetét és a szerzői jogokat jelzi, nem szolgál a cikkben szereplő információk forrásmegjelöléseként.